# Dollnstein
Dollnstein är en köping (Markt) i Landkreis Eichstätt i Regierungsbezirk Oberbayern i förbundslandet Bayern i Tyskland.